# Hamburo aeteuthage
Hamburo aeteuthage (함부로 애틋하게?; lett. "Incontrollabilmente affezionati"; titolo internazionale Uncontrollably Fond, conosciuto anche come Lightly, Ardently) è un drama coreano con protagonisti Kim Woo-bin e Bae Suzy, trasmesso su KBS2 dal 6 luglio all'8 settembre 2016.

## Trama
Shin Joon-young è un attore giovane e famoso all'apice della carriera, noto nell'industria per il carattere lunatico, sfrontato e difficile. Quando gli viene diagnosticato un glioma al tronco cerebrale che gli lascia al massimo quattro mesi di vita, egli chiede al proprio avvocato di rintracciare No Eul, la ragazza con la quale ha avuto un incontro sfortunato dieci anni prima. Eul, che ha dovuto badare a se stessa e al fratello minore dopo l'uccisione del padre ad opera di un'auto pirata, è diventata una produttrice televisiva freelance di pochi scrupoli, disposta ad accettare tangenti per coprire inchieste scomode e ad approfittarsi del prossimo pur di guadagnare denaro sufficiente per ripagare il debito con gli usurai lasciatole dal genitore. Un giorno, però, il suo comportamento la porta ad essere licenziata. Sapendo che una rete televisiva vuole realizzare un documentario su Shin Joon-young, ma che questi non ha intenzione di farlo, e riconoscendo nel progetto l'occasione di riavere il suo lavoro, Eul si autoincarica di convincerlo. Inizialmente Joon-young rifiuta comunque, ma in seguito, venuto a conoscenza da terze parti della situazione in cui si trova Eul, decide di accettare e, contemporaneamente, di risolvere il caso della morte di suo padre, mentre la malattia continua il suo corso senza che nessuno lo sappia.

## Personaggi

### Principali
- Shin Joon-young, interpretato da Kim Woo-bin
Attore e cantante simbolo della hallyu, arrogante e vanitoso, ma gentile, il suo sogno iniziale era diventare procuratore seguendo il desiderio della madre, che lo voleva simile al padre che non ha mai conosciuto.
- No Eul, interpretata da Bae Suzy
Produttrice televisiva freelance che, dopo una vita difficile, ha cominciato a fare affidamento sulle persone più ricche e potenti di lei per trarne beneficio. Al liceo era innamorata di Joon-young, ma rinunciò a lui in favore della sua migliore amica Na-ri.
- Choi Ji-tae/Lee Hyun-woo, interpretato da Lim Ju-hwan[8]
Figlio adottivo di Choi Hyeon-joon e fratellastro di Joon-young, da quando ha scoperto che il padre ha coperto l'incidente stradale in cui è morto il padre di Eul, si è avvicinato a lei con il nome di Lee Hyun-woo e se ne è innamorato.
- Yoon Jeong-eun, interpretata da Lim Ju-eun[8]
Promessa sposa di Ji-tae, che ama da quasi vent'anni, e pirata della strada che ha ucciso il padre di Eul.

### Ricorrenti
- Shin Young-ok, interpretata da Jin Kyung[9]
Madre di Joon-young, che ha cominciato a detestare quando questi ha deciso di non diventare procuratore come lei desiderava. Gestisce un ristorante di yukgaejang
- Jang Jung-shik, interpretato da Choi Moo-sung[9]
Padre di Jang Kook-young e Man-ok, da tempo innamorato di Young-ok, che aiuta al ristorante.
- Jang Jung-ja, interpretata da Hwang Jung-min
Governante della famiglia Choi, sorella gemella di Jung-shik.
- Presidente Namgoong, interpretato da Park Soo-young
Presidente dell'agenzia di spettacolo a cui appartiene Joon-young.
- Jang Kook-young, interpretato da Jung Soo-kyo
Manager di Joon-young, figlio di Jang Jung-shik.
- Jang Man-ok, interpretata da Jang Hee-ryung[10]
Figlia di Jung-shik e stilista di Joon-young.
- No Jik, interpretato da Lee Seo-won
Fratello minore di Eul.
- Ko Na-ri, interpretata da Kim Min-young e Park Hwan-hee (da adolescente)
Migliore amica di Eul, che ospita a casa propria.
- Kim Bong-suk, interpretata da Kim Jae-hwa
Proprietaria di un ristorante di trippa con una cotta per Ji-tae.
- No Jang-soo, interpretato da Lee Won-jong
Padre di Eul.
- Choi Hyeon-joon, interpretato da Yu Oh-seong[9]
Padre di Ji-tae e Joon-young, un famoso ex-procuratore diventato parlamentare.
- Lee Eun-soo, interpretata da Jung Seon-kyung[9]
Madre di Ji-tae e presidentessa del KJ Group posseduto dalla famiglia.
- Choi Ha-roo, interpretata da Ryu Won[10]
Sorella minore di Ji-tae e presidentessa del fanclub di Joon-young.
- Yoon Sung-ho, interpretato da Jung Dong-hwan
Padre di Jeong-eun, un potente uomo politico.
- Kim Yoo-na, interpretata da Lee Elijah
Attrice e collega di Joon-young, per breve tempo finge di esserne la ragazza.
- Seo Yoon-hoo, interpretato da Yoon Park
Attore e rivale di Joon-young.

## Produzione

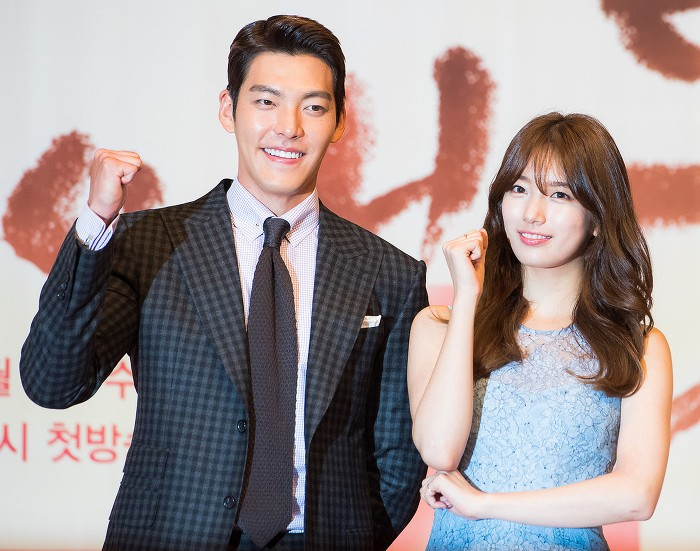
Kim Woo-bin e Bae Suzy alla conferenza stampa, 4 luglio 2016.

Hamburo aeteuthage è costato 10 miliardi di won ed è stata girato interamente prima della trasmissione. Le riprese sono iniziate il 26 novembre 2015 alla Kyungnam University a Changwon, Gyeongsang Meridionale, Corea del Sud, e sono durate quattro mesi, terminando il 12 aprile 2016.

## Colonna sonora
CD 1
1. Picture In My Head (내 머릿속 사진?, Nae meoritsok sajinLR) – Kim Woo-bin
2. Find the Differences (틀린그림찾기?, Teullin-geurimchatgiLR) – Lim Seul-ong e Kisum
3. Say Goodbye (My Heart Speaks) (가슴이 말해?, Gaseum-i malhaeLR) – Kim Na-young
4. Only U – Junggigo
5. I Miss You (보고싶어?, Bogosip-eoLR) – Hyolyn
6. Don't Push Me (밀지마?, MiljimaLR) – Wendy e Seulgi (Red Velvet)
7. From When and Until When (어디부터 어디까지?, Eodibuteo eodikkajiLR) – Tei
8. Do You Know (혹시 아니?, Hoksi aniLR) – Kim Woo-bin
9. Golden Love – Midnight Youth
10. Chaos
11. Bright Intro
12. Running Away
13. Blues Life
14. Running Away Behind
15. Sunset
16. Shining Day
17. Harmonica Theme
18. Pain
19. Need Somebody

CD 2
1. Ring My Bell – Suzy
2. Love Is Hurting (사랑이 아프다?, Sarang-i apeudaLR) – Hwanhee
3. I Love You (사랑해요?, Saranghae-yoLR) – Kim Bum-soo
4. My Love – Honey G
5. Shower (소나기?, SonagiLR) – Eric Nam
6. I Can Live (살 수 있다고?, Sal su itdagoLR) – Kim Yeon-joon
7. Don't Push Me (Ballad Ver.) (밀지마 (Ballad Ver.)?, MiljimaLR) – Wendy e Seulgi (Red Velvet)
8. I Miss You (Drama Ver.) (보고싶어 (Drama Ver.)?, Bogosip-eoLR) – Hyolyn
9. When It's Good (좋을땐?, Joh-eulttaenLR) – Suzy
10. A Little Braver – New Empire
11. Across The Ocean – New Empire
12. Chaos Vari
13. Theme 03
14. Cotton Candy
15. More Of Mystery
16. Hurt Love
17. Wherever You Are
18. Ambition
19. Shiny Bridge
20. Over And Over
21. The Way To You
22. The Only One
23. Revenge

## Accoglienza
La prima puntata ha toccato il 12,5% di share nazionale secondo Nielsen Korea, diventando il drama più visto della serata. Ha raggiunto un picco del 12,9% alla quinta trasmissione, dopodiché si è trovato a competere con W, trasmesso su MBC TV dal 20 luglio 2016 nella stessa fascia oraria, e gli ascolti hanno cominciato a calare. L'ultima puntata ha registrato il 9% nell'area metropolitana di Seul.
Hamburo aeteuthage è stato criticato dagli spettatori per il passaggio frenetico e confusionario tra avvenimenti del passato e del presente, mentre Kim Ah-reum di Ajunews ha ritenuto che la recitazione fosse "imbarazzante", soprattutto da parte di Suzy, nonostante la forte chimica tra lei e Kim Woo-bin. Yoon Go-eun di Yonhap News ha sostenuto che "la sceneggiatrice Lee Kyung-hee ha scritto Hamburo aeteuthage come sequel della sua hit e opera rappresentativa Mi-anhada, saranghanda, ma trasportare la storia e l'ambientazione che funzionarono nel 2004 a dodici anni più tardi è stata una scelta fallimentare", lasciando l'impressione che la serie fosse datata. In una recensione sfavorevole dell'Hankook Ilbo, il drama è stato definito "incontrollabilmente banale", con una trama prevedibile, personaggi scontati e dialoghi deboli.
Ha avuto successo in Cina, dove è stato trasmesso su Youku in simultanea con la Corea del Sud, esclusivamente per gli utenti paganti: le visualizzazioni combinate dei primi due episodi hanno superato i 40 milioni, mentre quelle della serie nel suo complesso hanno raggiunto 4,1 miliardi di visualizzazioni totali.
| Episodio | Data di trasmissione | Dati TNMS           | Dati TNMS                  | Dati Nielsen Korea  | Dati Nielsen Korea         |
| Episodio | Data di trasmissione | A livello nazionale | Area metropolitana di Seul | A livello nazionale | Area metropolitana di Seul |
| -------- | -------------------- | ------------------- | -------------------------- | ------------------- | -------------------------- |
| 1        | 6 luglio 2016        | 11,5%               | 12,7%                      | 12,5%               | 13,8%                      |
| 2        | 7 luglio 2016        | 9,3%                | 9,4%                       | 12,5%               | 12,8%                      |
| 3        | 13 luglio 2016       | 10,7%               | 12,3%                      | 11,9%               | 13,3%                      |
| 4        | 14 luglio 2016       | 9,4%                | 10,9%                      | 11,0%               | 12,0%                      |
| 5        | 20 luglio 2016       | 10,9%               | 11,4%                      | 12,9%               | 14,0%                      |
| 6        | 21 luglio 2016       | 10,0%               | 10,9%                      | 11,1%               | 11,5%                      |
| 7        | 27 luglio 2016       | 8,7%                | 9,4%                       | 8,6%                | 9,5%                       |
| 8        | 28 luglio 2016       | 8,0%                | 9,5%                       | 8,9%                | 10,1%                      |
| 9        | 3 agosto 2016        | 7,0%                | 8,0%                       | 8,2%                | 9,0%                       |
| 10       | 4 agosto 2016        | 7,1%                | 7,6%                       | 8,1%                | 9,0%                       |
| 11       | 10 agosto 2016       | 7,3%                | 8,1%                       | 7,9%                | 7,8%                       |
| 12       | 11 agosto 2016       | 9,6%                | 9,9%                       | 9,9%                | 10,6%                      |
| 13       | 17 agosto 2016       | 6,8%                | 6,8%                       | 8,0%                | 8,6%                       |
| 14       | 18 agosto 2016       | 6,6%                | 6,9%                       | 8,7%                | 9,6%                       |
| 15       | 24 agosto 2016       | 6,4%                | <7,1%                      | 8,0%                | 8,4%                       |
| 16       | 25 agosto 2016       | 6,1%                | <7,6%                      | 7,7%                | 8,4%                       |
| 17       | 31 agosto 2016       | 7,0%                | 6,1%                       | 8,0%                | 8,0%                       |
| 18       | 1 settembre 2016     | 7,2%                | 6,8%                       | 7,9%                | 8,5%                       |
| 19       | 7 settembre 2016     | 7,2%                | 8,0%                       | 8,0%                | 7,6%                       |
| 20       | 8 settembre 2016     | 7,4%                | <7,3%                      | 8,4%                | 9,0%                       |
| Media    | Media                | 8,21%               | <8,84%                     | 9,41%               | 10,08%                     |

## Riconoscimenti
- APAN Star Award[22]
  - 2016 – Candidatura Premio all'eccellenza, attore in una miniserie a Kim Woo-bin
  - 2016 – Candidatura Premio all'eccellenza, attrice in una miniserie a Bae Suzy

- Asia Artist Award
  - 2016 – Premio miglior stella, attrice a Bae Suzy[23]

- KBS Drama Award
  - 2016 – Candidatura Miglior drama di media lunghezza[24]
  - 2016 – Candidatura Premio degli internauti a Kim Woo-bin[25]
  - 2016 – Candidatura Premio degli internauti a Bae Suzy[25]
  - 2016 – Candidatura Miglior coppia a Kim Woo-bin e Bae Suzy[25]